# Pistorkaserne

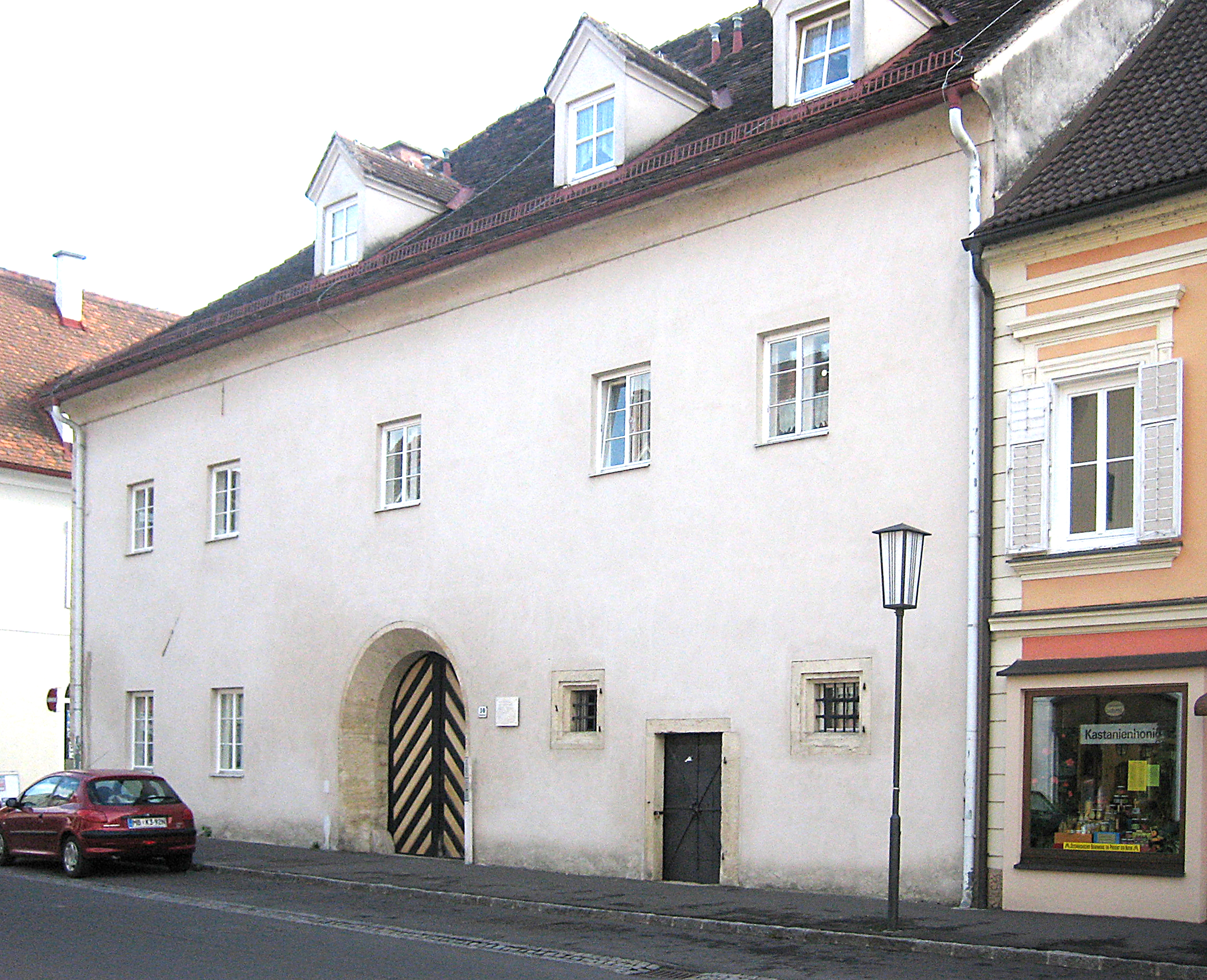
Pistorkaserne Hauptplatz 30

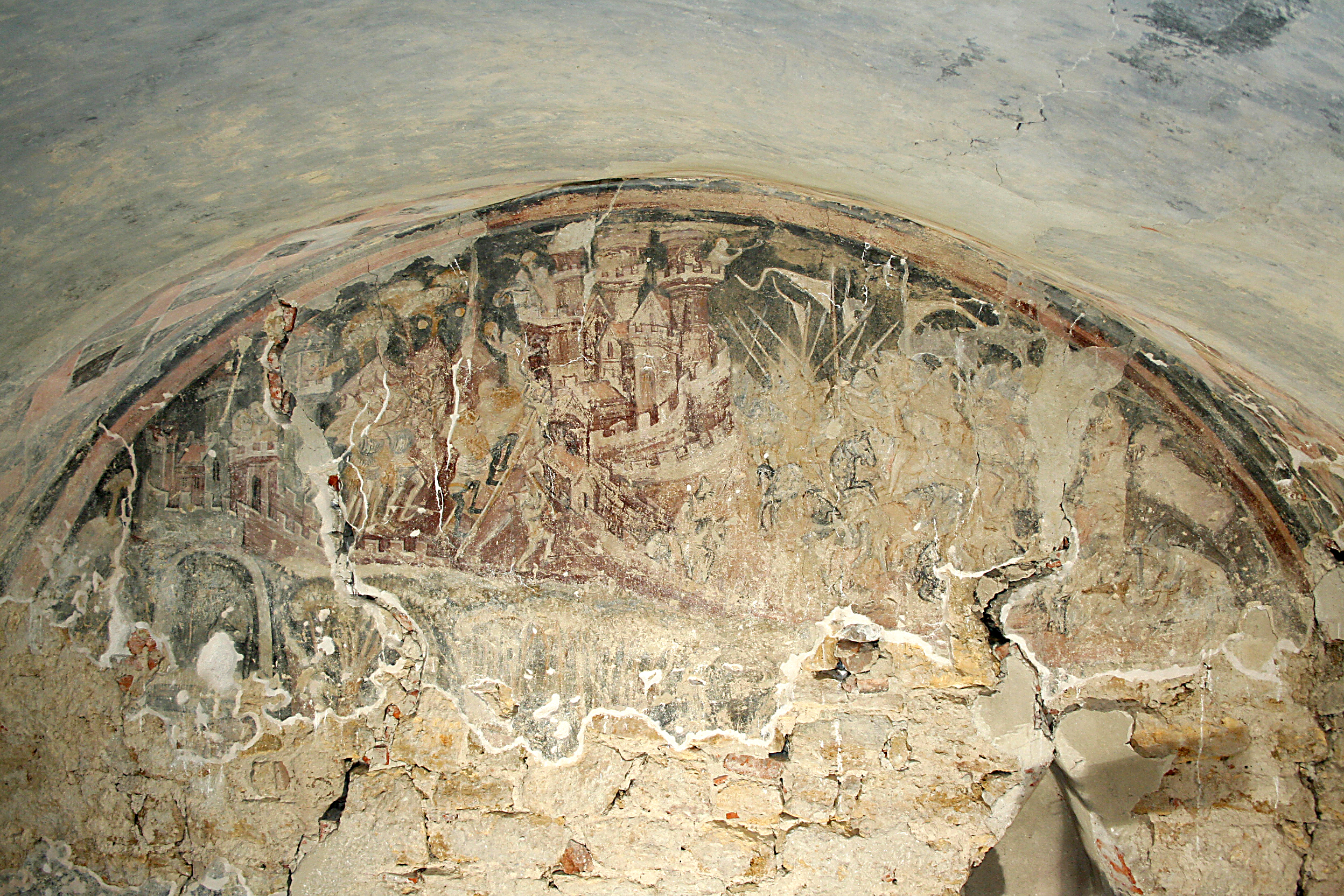
Kellerraum mit Fresken (2006)

Die Pistorkaserne, erbaut als Herrschaftshaus von Alt-Ottersbach, zuletzt als Kaserne verwendet, ist heute eine Wohnhausanlage in Bad Radkersburg in der Steiermark.
In dem ehemaligen Herrschaftshaus von Alt-Ottersbach liegt im hofseitigen, ältesten Trakt ein etwas tieferer, tonnengewölbter Raum (ehemals das Erdgeschoß, weil das Niveau der ganzen Stadt heute bis zu 1,0 m höher ist, als es um 1400 war) mit einer kompletten Freskenausstattung von Johannes Aquila (um 1400). Die profanen Fresken wurden 1951 von der Restauratorin Tina Kerciku freigelegt. Sie zeigen die Belagerung einer Stadt und Jagdszenen. Die Pistorkaserne steht unter Denkmalschutz
Das Haupthaus zum Hauptplatz stammt aus dem 16. Jahrhundert, der Kern ist älter.